# 1938 dans les parcs de loisirs
| Années des parcs de loisirs : 1935 - 1936 - 1937 - 1938 - 1939 - 1940 - 1941    |
| Décennies des parcs de loisirs : 1900 - 1910 - 1920 - 1930 - 1940 - 1950 - 1960 |

## Parcs d'attractions

### Ouverture
- Drievliet ( Pays-Bas)

## Attractions

### Montagnes russes
| Nom           | Type / Modèle | Constructeur                  | Parc              | Pays       |
| ------------- | ------------- | ----------------------------- | ----------------- | ---------- |
| Rollo Coaster | Bois          | Philadelphia Toboggan Company | Idlewild          | États-Unis |
| Turmbahn      | Bois          | Mack Rides                    | Jardins de Tivoli | Danemark   |

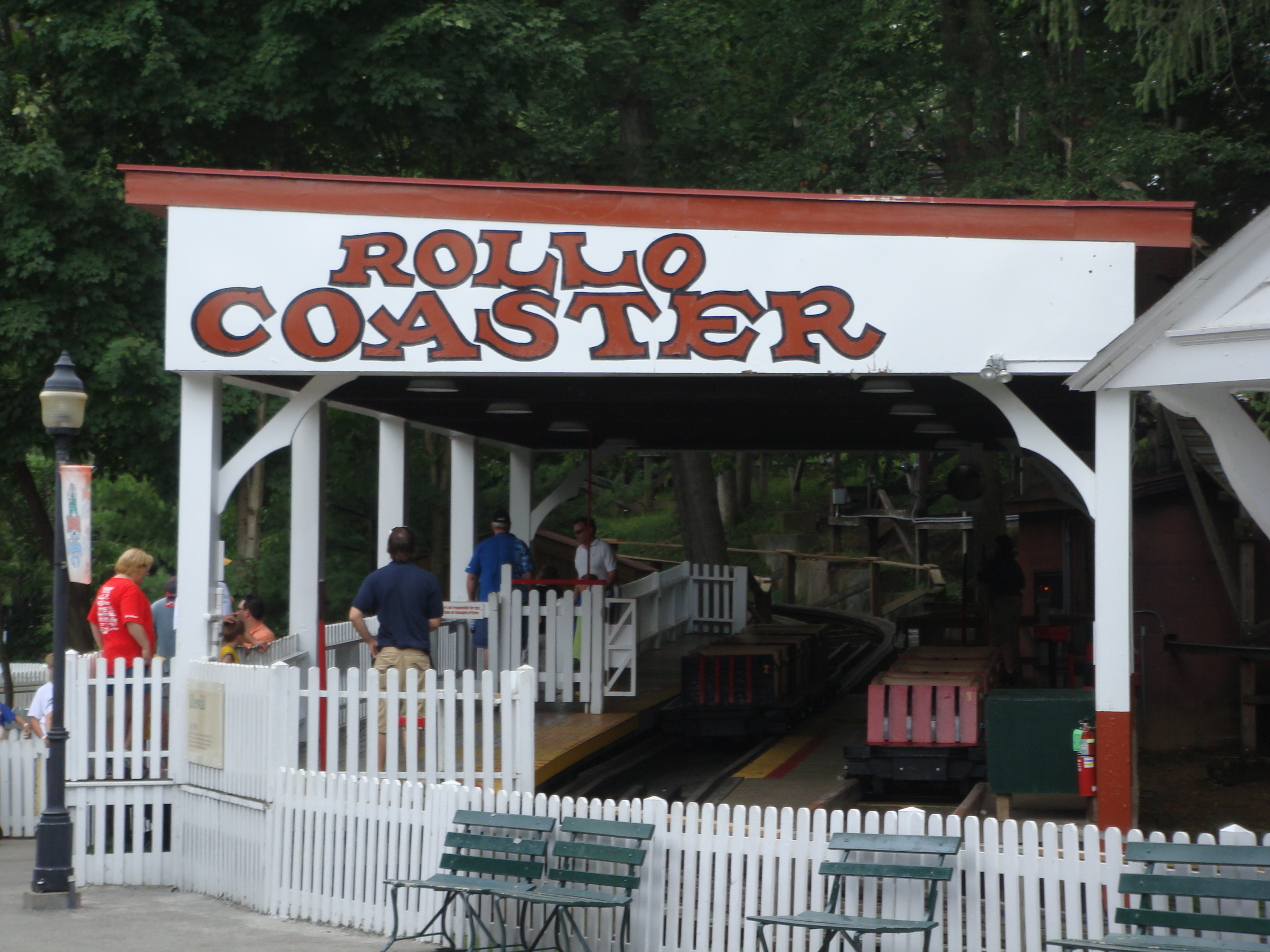
Rollo Coaster à Idlewild